# Szőlősudvarnok

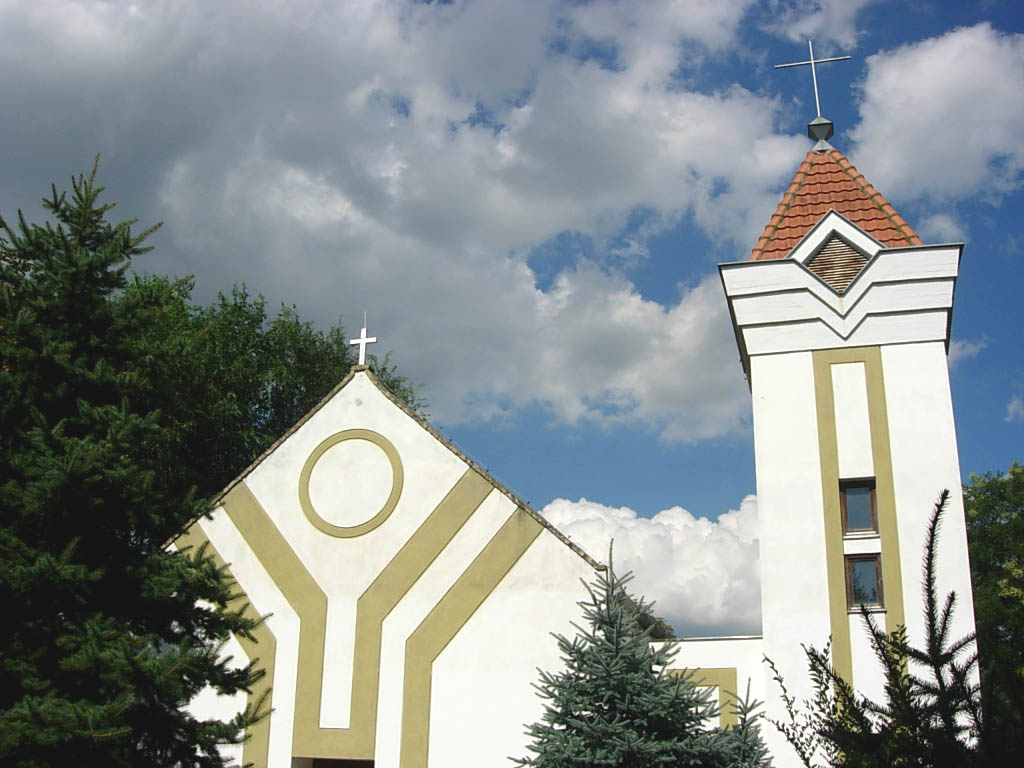
A római katolikus templom

Szőlősudvarnok (szerbül Банатски Душановац / Banatski Dušanovac, németül Rogendorf) település Szerbiában, a Vajdaságban, a Közép-bánsági körzetben, Bégaszentgyörgy községben. Jelenleg Törzsudvarnok része, amellyel közös települést alkot Udvarnok néven ismerve.

## Fekvése
Nagybecskerektől északkeletre, az Ó-Béga mellett, Csősztelek és Bégaszentgyörgy közt fekvő település.

## Története
Szőlősudvarnok neve régen Rogendorf volt és területe a régi Udvarnok (Törzsudvarnok) határához tartozott.
A települést 1840-ben gróf Rogendorf József telepítette, aki az udvarnoki birtokos Petrovics József lányát vette nőül, és vele Udvarnok felét kapta hozományul, és e birtokrészre telepítette a falut.
1886-ban a gróf Rogendorf családtól Begavári Back Herman vette meg a birtokot, akitől 1891-ben gróf Csekonics Endre vásárolta meg.
A községtől északra feküdt Szőllősittvarnok helység, mely 1890-1895. között teljesen megszűnt s csekély számú lakossága elszéledt.
1910-ben 821 lakosából 643 magyar, 66 német, 21 szerb, 90 bolgár volt. Ebből 793 római katolikus, 24 görögkeleti ortodox volt.
A trianoni békeszerződés előtt Torontál vármegye Nagybecskereki járásához tartozott.

## Nevezetességek
- Római katolikus temploma - 1891-1893. között épült